# Sanford (Michigan)
Pour les articles homonymes, voir Sanford.
Sanford est un village du comté de Midland, dans l'État du Michigan, aux États-Unis. En 2020, il comptait une population de 813 habitants.